# Тодер, Илья Александрович
Илья Александрович Тодер (15.12.1927-29.12.2020) — специалист в области горнометаллургических машин, лауреат Ленинской премии 1980 года.
Окончил Московский горный институт. Работал на НКМЗ и в Московском институте радиоэлектроники и горной электромеханики.
В 1962 году защитил кандидатскую диссертацию:
- Исследование предельной несущей способности тяжелонагруженных подшипников жидкостного трения в горнометаллургических машинах : Ч. 1-2 : диссертация … кандидата технических наук : 05.00.00. — Москва ; Электросталь, 1962. — 185 с. : ил.

С 1966 г. работал во ВНИИМетмаш: старший научный сотрудник, зав. лабораторией узлов трения.
Вместе Е. С. Кренделевым разработал методику расчета подшипника скольжения на базе решения неизотермической трехмерной задачи. 
Лауреат Ленинской премии 1980 года (в составе авторского коллектива) — за создание принципиально новой системы станов для прокатки профилей высокой точности.
Похоронен на Востряковском (Центральном) кладбище.
Сочинения:
- Гидродинамические опоры прокатных валков [Текст] / И. А. Тодер, Н. А. Кудрявцев, А. А. Рязанов, М. Д. Иванов ; Под ред. канд. техн. наук И. А. Тодера. — Москва : Металлургия, 1968. — 399 с., 1 л. черт. : ил.; 21 см.
- Крупногабаритные гидро-статодинамические подшипники [Текст] / И. А. Тодер, Г. И. Тарабаев. — Москва : Машиностроение, 1976. — 199 с. : ил.; 23 см.
- Реконструкция и модернизация сортовых прокатных станов / А. Н. Иводитов, И. Тодер. — Москва : Металлургия, 1993. — 431,[1] с. : ил.; 21 см; ISBN 5-229-00763-X
- Расчет опорных подшипников скольжения [Текст] : применение термоэластогидродинамической теории для тяжело нагруженных и высокоскоростных опор / И. А. Тодер, Е. С. Кренделев. — Москва : Изд-во Спутник+, 2013. — 195 с. : ил.; 21 см; ISBN 978-5-9973-2709-5
- Времена не выбирают [Текст] : воспоминания советского специалиста / Илья Тодер. — Москва : Спутник+, 2016. — 374 с.; 21 см; ISBN 978-5-9973-4126-8